# خط تاکائو

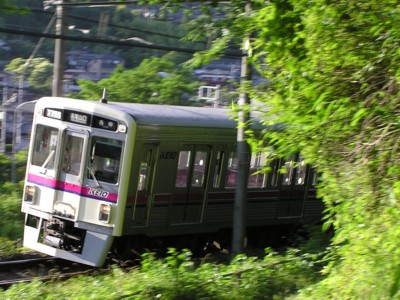
از قطارهای خط تاکائو.

خط تاکائو (به ژاپنی: 高尾線) یکی از خطوط راه‌آهن شرکت راه آهن کیئو در ژاپن می‌باشد.

## ایستگاه‌های خط تاکائو
| ترتیب | نام ایستگاه   | نام ایستگاه به ژاپنی | نام ایستگاه به انگلیسی |
| ----- | ------------- | -------------------- | ---------------------- |
| ۱     | کیتانو        | 北野駅               | Kitano                 |
| ۲     | کیئو-کاتاکورا | 京王片倉駅           | Keiō-Katakura          |
| ۳     | یامادا        | 山田駅               | Yamada                 |
| ۴     | مِجیرودائی     | めじろ台駅           | Mejirodai              |
| ۵     | هازاما        | 狭間駅               | Hazama                 |
| ۶     | تاکائو        | 高尾駅               | Takao                  |
| ۷     | تاکائوسانگوچی | 高尾山口駅           | Takaosanguchi          |